# Dzelarhons
Dzelarhons, o Dzalarhons, en la mitologia del poble Haida (un poble indígena de la costa nord-oest del Pacífic d'Amèrica del Nord), és un esperit de muntanya conegut com a dona del Volcà que regula les criatures de la terra i castiga a aquells que els abusen.
Segons la llegenda, originalment era una dona mortal i que el seu marit es va tornar abusiu poc després de les noces. Indignada, la seva gent va venir a rescatar-la i va cremar el poble. Dzelarhons no es trobava per enlloc; al seu lloc hi havia una estàtua de pedra que sostenia un bastó en flames. Ara era una poderosa deessa i guardiana dels animals. Una història descriu la seva venjança contra alguns vilatans que estaven tan acostumats a tenir una gran quantitat de peixos en les seves aigües que van començar a matar els peixos innecessàriament i a torturar-los per al seu entreteniment.Dzelarhons, la dona del volcà va retronar i va esclatar, matant-los amb la seva ràbia ardent.
El Dzalarhons Mons, una muntanya a Venus, porta el seu nom.